# حزب (قرآن)

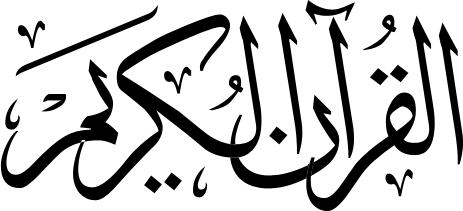
خط عبارة ”القرآن الكريم“ باللغة العربية

الحزب هو قسم من ستين قسمًا من القرآن الكريم, يُقَسّم القرآن إلى ثلاثين جزءاً كل جزء يحتوي على حزبين بمعنى أن القرآن يتكون من ستين حزباً وفي العادة ينال الحزب اهتمام من يحفظون القرآن كبداية للحفظ أو المراجعة، والحزب الواحد يقسّم إلى أثمان خاصة في قراءة قالون عن نافع.